# Johann Krejcirik
Johann Krejcirik (Laa an der Thaya, 23 febbraio 1952) è un ex calciatore e allenatore di calcio austriaco.

## Caratteristiche tecniche
In attività giocava come attaccante.

## Carriera

### Calciatore
Ha giocato per tutta la sua carriera nel massimo campionato austriaco. In carriera ha messo a segno 67 gol in 290 partite. Esordì in competizioni europee nel settembre del 1976, giocando tra le file del Rapid Vienna contro l'Atlético Madrid in Coppa delle Coppe.

### Allenatore
Ha mosso i primi passi come assistente di Thomas Parits all'Admira/Wacker. Nel campionato di Fußball-Bundesliga 2001-2002 esordì in massima serie, ad interim, in luogo dell'esonerato Walter Knaller.